# نورفنفرین
نورفنفرین (فرانسوی: Norfenefrine‎) یا متااکتوپامین (meta-octopamine) یک داروی آدرنرژیک است که به عنوان داروی مقلد سمپاتیک عمل می‌کند و در اروپا, ژاپن و مکزیک در دسترس است. این ترکیب به صورت درونزاد در بدن نیز وجود دارد و به عنوان یک انتقال دهنده عصبی (نوروترانسمیتر) فرعی در مغز عمل می‌کند. دیگر نام‌های تجاری این دارو عبارتند از: کوریتات (Coritat), انرگونا (Energona), نووادرا (Novadra) و هیپولیند (Hypolind).